# رافاييل ديلغادو
رافاييل ديلغادو (بالإسبانية: Rafael Delgado)‏ (13 يناير 1990 في الأرجنتين - ) هو لاعب كرة قدم أرجنتيني في مركز الدفاع. لعب مع أتلتيكو ناسيونال وإستوديانتيس دي لا بلاتا وديفنسا خوستيكا وروزاريو سنترال.

## وصلات خارجية
- رافاييل ديلغادو على موقع قاعدة بيانات كرة القدم.إي يو (الإنجليزية)
- رافاييل ديلغادو على موقع Soccerway.com (الإنجليزية)
- رافاييل ديلغادو على موقع AS.com (الإسبانية)